# Tōri Matsuzaka
Tōri Matsuzaka (jap. 松坂桃李 Matsuzaka Tōri; ur. 17 października 1988 w Chigasaki, Japonia) – japoński aktor i model. Zadebiutował jako Takeru Shiba/Shinken Czerwony w serialu Samurai Sentai Shinkenger.

## Filmografia

### TV Drama
- 2009: Samurai Sentai Shinkenger jako Takeru Shiba
- 2009: Kamen Rider Decade jako Takeru Shiba (odc. 24-25)
- 2010: Clone Baby jako Kikuchi Hiro
- 2010: GOLD jako Kō Saotome
- 2011: Asuko March! jako Aruto Yokoyama
- 2011: Kaitō Royale jako Rei Kamimura
- 2011: Meitantei Conan: Kudō Shin’ichi e no chōsenjō jako Heiji Hattori (odc. 9)
- 2012: Kudō Shin’ichi Kyōto Shinsengumi satsujin jiken jako Heiji Hattori (drama special)
- 2012: Umechan Sensei jako Nobuo Yasuoka
- 2012: One no kanata ni ~Chichi to musuko no nikkouki tsuiraku jikō~ jako Kotaro
- 2013: Reverse~ Keishichō sōsaikka Team Z jako Tōru Egami
- 2013: TAKE FIVE jako Haruto Niimi
- 2013: Hana no kusari jako Kōichi Kitakami
- 2013: Dandarin jako Kazuya Minamisanjō
- 2014: Gunshi kanbei jako Kuroda Nagamasa
- 2015: Siren jako Shinobu Satomi
- 2016: Yutori desu ga nani ka jako Kazutoyo Yamaji
- 2017: Shikaku tantei Higurashi Tabito jako Tabito Higurashi
- 2017: Warotenka jako Tōkichi Kitamura
- 2018: Kono sekai no katasumi ni jako Shūsaku
- 2019: Idaten jako Yukiaki Iwata

### Filmy
- 2009: Samurai Sentai Shinkenger The Movie: The Fateful War jako Takeru Shiba
- 2010: Samurai Sentai Shinkenger vs. Go-onger: GinmakuBang!! jako Takeru Shiba
- 2010: Samurai Sentai Shinkenger Returns jako Takeru Shiba
- 2011: Tensō Sentai Goseiger vs. Shinkenger: Epic on Ginmaku jako Takeru Shiba
- 2011: Antoki no inochi jako Shintarō Matsui
- 2012: Kyō, koi wo hajimemasu jako Kyōta Tsubaki
- 2012: Osama to Boku jako Mikihiko
- 2012: Tsunagu jako Ayumi Shibuya
- 2013: Gatchaman jako Ken Washio
- 2014: Fuzoku ittara jinsei kawatta jako Shinsaku
- 2014: Team Batista FINAL kerberos no shōzō jako Hideki Takizawa
- 2015: April Fools jako Wataru Makino
- 2015: Nihon no ichiban nagai hi jako Kenji Hatanaka
- 2015: Maestro! jako Shin’ichi Kōsaka
- 2015: Paddington jako miś Paddington (dubbing)
- 2015: Piece of Cake jako Ten-chan
- 2015: Toshokan sensō: The Last Mission jako Satoshi Tezuka
- 2016: Jinsei no yakusoku jako Takuya Sawai
- 2016: Sanada jūyūshi jako Saizō Kirigakure
- 2016: Himitsu – Top Secret jako Katsuhiro Suzuki
- 2016: Her Love Boils Bathwater jako Takumi Mukai
- 2016: Death Note: Light Up the New World jako Bepo (głos)
- 2017: Kiseki: Sobito of That Day jako JIN
- 2017: Birds Without Names jako Makoto Mizushima
- 2017: Yurigokoro jako Ryosuke
- 2018: Impossibility Defense jako Tadashi Usobuki (główna rola)
- 2018: The Blood of Wolves jako Shūichi Hioka
- 2018: Call Boy jako Ryō Morinaka (główna rola)
- 2019: Iwane: Sword of Serenity jako Iwane Sasaki (główna rola)
- 2019: Listen to the Universe jako Akashi Takashima
- 2019: The Journalist jako Takumi Sugihara (główna rola)
- 2019: Hello World jako Naomi Katagaki (głos)
- 2020: Mimi o sumaseba jako 24-letni Seiji Amasawa (główna rola)
- 2020: Anokoro. jako Tsurugi (główna rola)

## Nagrody
- 2011 – Festiwal Filmowy w Jokohamie: nagroda dla najlepszego debiutanta[1]
- 2012 – Kinema Junpō Best Ten: nagroda dla debiutanta[1]
- 2012 – Nagroda Nikkan Sports Film: Yūjirō Ishihara Newcomer Award[1]
- 2013 – Nagroda Élan d’Or: nagroda dla debiutanta[1]
- 2013 – Nagroda Japońskiej Akademii Filmowej: debiut roku[1]
- 2013 – Nagrody Japońskich Krytyków Filmowych: nagroda dla najlepszego aktora[1]
- 2013 – Nagroda Hashida: nagroda dla najlepszego debiutanta[1]